# Злотске пећине
Злотске пећине је заједнички назив за већу групу спелеолошких објеката.

## Локација
Сви спелео објекти познати под називом Злотске пећине се налазе у источнној Србији, тачније на простору источног Кучаја, као и у околини села Злот, које се налази у непосредној близини Бора.

## Систем Злотских пећина
Овде спада читав систем пећина и јама од којих већи део није истражен и који је доступан само спелеолозима. Лазарева пећина је једина пећина у целом систему која је отворена за туристичке посете.
Систем је под заштитом државе као споменик природе I категорије.

## Спелео локалитети
У систему Злотских пећина налази се више од 70 пећина и јама.

### Пећине
Неке од пећина које се налазе у систему Злотских пећина су:
- Андријин оџак
- Белчића пећина
- Бигар пећина
- Боранова пећина
- Будоња
- Велика пећина (Гаура маре, Бурћева пећина)
- Верњикица
- Веселинова пећина
- Водена пећина
- Жуменарата
- Журкићева пећина
- Јанкова пећина
- Лазарева пећина
- Љубинкова пећина
- Мала пећина (Гаура мика)
- Мандина пећина
- Медвеђа пећина
- Негранова пећина
- Олсемион
- Пећина код Сове
- Пећина Лепа Влајна
- Рњоша
- Урсуловића пећина
- Хајдучица
- Хајдучка пећина

### Јаме
Неке од многобројних јама у систему Злотских пећина су:
- Војина јама
- Дубашничка јама
- Јованова јама
- Маркова јама
- Милетова јама
- Перина јама
- Поткапина-јама
- Стојкова леденица